# Bart Van Malderen (politicus)
Bart Van Malderen (Dendermonde, 17 november 1973) is een Belgische politicus voor de sp.a.

## Levensloop
Hij volgde een opleiding aan de Rijksuniversiteit Gent, alwaar hij in 1997 afstudeerde als licentiaat archeologie. Aansluitend op zijn studies ging hij aan de slag als adviseur voor de Algemene Centrale (AC) van de socialistische vakbond ABVV. Deze job oefende hij uit tot 2006.
In oktober 2000 nam hij voor het eerst deel aan de lokale verkiezingen en werd hij verkozen in de gemeenteraad van Dendermonde. In 2006 werd hij herkozen als gemeenteraadslid en begin 2007 aangesteld als schepen in deze stad, met de bevoegdheden Ruimtelijke Ordening, Stedenbouw, Stadsvernieuwing, Verkeer, Mobiliteit en Wonen. Hij bleef schepen tot eind 2012 en gemeenteraadslid tot eind 2018.
Eind september 2006 kwam hij voor de kieskring Oost-Vlaanderen in het Vlaams Parlement terecht als opvolger van Norbert De Batselier, die ontslag had genomen uit zijn mandaat van Vlaams volksvertegenwoordiger en voorzitter van het Vlaams Parlement. Van Malderen nam zitting in de commissies Welzijn, Volksgezondheid en Gezin en Economie, Werk en Sociale Economie. Ook na de Vlaamse verkiezingen van 7 juni 2009 werd hij eind juni 2009 opnieuw lid van het Vlaams Parlement, nadat Daniël Termont verzaakte aan zijn mandaat. In de legislatuur 2009-2014 werd hij vast lid van de commissie Economie, Economisch Overheidsinstrumentarium, Innovatie, Wetenschapsbeleid, Werk en Sociale Economie en was hij van 2010 tot 2014 ondervoorzitter van de commissie Algemeen Beleid, Financiën en Begroting. Van begin december 2011 tot het einde van de legislatuur in mei 2014 zat hij er de sp.a-fractie voor. Bij de Vlaamse verkiezingen van 25 mei 2014 werd hij rechtstreeks verkozen tot Vlaams volksvertegenwoordiger. Hij leidde opnieuw korte tijd de sp.a-fractie tussen eind juni en eind september 2014 en was nadien van 2014 tot 2018 voorzitter van de commissie Welzijn, Volksgezondheid en Gezin. Daarnaast zetelde hij van 2014 tot 2019 in de commissie Economie, Werk, Sociale Economie, Innovatie en Wetenschapsbeleid en van 2017 tot 2019 in de commissie Wonen, Armoedebeleid en Gelijke Kansen. Vanaf begin juli 2014 was hij ook lid van de Senaat als deelstaatsenator aangewezen door het Vlaams Parlement. Hij bleef Vlaams Parlementslid en senator tot in mei 2019.
In 2015 werd hij voorzitter van de Oost-Vlaamse sp.a-afdeling. Van Malderen oefende dit mandaat uit tot in 2018.
Bij de Belgische lokale verkiezingen van oktober 2018 was Van Malderen aanvankelijk lijsttrekker van de sp.a-lijst voor de Oost-Vlaamse provincieraad in het kiesarrondissement Dendermonde-Sint-Niklaas. Wegens familiale omstandigheden trok hij zich echter terug als kandidaat en kondigde hij zijn afscheid uit de politiek aan. Na het behalen van een educatieve master in Cultuurwetenschappen en Talen aan de Vrije Universiteit Brussel ging hij in september 2020 als leraar aan de slag op de school Richting Campus Ninove.